# Adamoli-Cattani
El Adamoli-Cattani fue un prototipo de avión de caza diseñado mediante iniciativa privada por dos constructores italianos en el año 1918. Intentaron construir un avión lo más pequeño posible y biplano con un motor lo más potente y veloz posible. Para mejorar la velocidad se hicieron algunos cambios y experimentos en las alas, y después el prototipo comenzó a ser construido en la factoría de Farina en Turín, y siendo terminado en la Oficcine Moncenisio de Condove.
Una vez construido, se descubrió durante las pruebas en pista que el motor solo alcanzaba el 80 % de su rendimiento esperado, lo que resultó en prestaciones significativamente reducidas. El aparato aún se encontraba en fase de pruebas al final de la Primera Guerra Mundial, momento en el que el proyecto fue abandonado.

## Especificaciones
Referencia datos: The Complete Book of Fighters

### Características generales
- Tripulación: 1
- Longitud: 6,1 m (20 ft)
- Envergadura: 8,6 m (28,2 ft)
- Peso vacío: 470 kg (1035,9 lb)
- Peso cargado: 675 kg (1487,7 lb)
- Planta motriz: 1× motor rotativo Le Rhône.
  - Potencia:

### Rendimiento
- Velocidad máxima operativa (Vno): 300 km/h (186 MPH; 162 kt)
- Alcance: 2 horas 25 minutos

### Armamento
- Ametralladoras: 2× 7,7 milímetros

### Aeronaves similares
- Nieuport-Delage Ni-D 29